# Eugène Bonnemère
Joseph Eugène Bonnemère (21. februar 1813 i Saumur-1. november 1893 i Louerre) var en fransk historiker. 
Bonnemère har især syslet med bondestandens historie og skrevet Histoire des paysans (1856, 4. udgave 1886) og Histoire de la Jacquerie (1874); af hans andre skrifter kan nævnes: La France sous Louis XIV (1864, 3. udgave 1889), Histoire des Camisards (1860, 3. udgave 1877), Les guerres de la Vendée (1884). 